# Priwolnoje (Armenia)
Priwolnoje – wieś w Armenii, w prowincji Lorri. W 2011 roku liczyła 805 mieszkańców.